# Konjska antilopa
Konjska antilopa (Hippotragus equinus) je savanska antilopa koja obitava u Africi.
Konjska antilopa je jedna od najvećih vrsta antilopa, u prosjeku imaju 190 do 240 cm od glave do baze repa, a rep mjeri od 37 do 48 cm. Tjelesna masa mužjaka je od 242 do 300 kg, a ženke od 223 do 280 kg. Visoki su obično oko 130 do 140 cm. Imaju rogove koji su savijeni lagano unatrag, obrubljeni i mogu biti dugi do metar u mužjaka, dok su nešto kraći u ženki.
Vrlo je slična sabljastoj antilopi, samo je sabljasta nešto tamnija. Konjska antilopa obitava u šumama i travnjacima savana, uglavnom u tropskim i suptropskim krajevima. Kreću se uz stabla ili travnjake, gdje pasu trave, u skupinama od pet do 15 životinja s dominantnim mužjakom. Mužjaci se obično međusobno bore za prevlast nad stadom, vitlajući rogovima dok su obje životinje na koljenima.
Konjska antilopa živi u Angoli, Beninu, Bocvani, Burkini Faso, Kamerunu, Srednjoafričkoj Republici, Čadu, Kongu, DR Kongu, Obali Slonovače, Etiopiji, Gani, Gvineji, Gvineji-Bissau, Keniji, Malaviju, Maliju, Mauritaniji, Mozambiku, Namibiji, Nigeru, Nigeriji, Ruandi, Senegalu, JAR-u, Sudanu, Tanzaniji, Togu, Ugandi, Zambiji i Zimbabveu. Vrsta je možda izumrla u Gambiji, regionalno izumrla u Burundiju i Eritreji, dok ponovo obitava u Esvatiniju.